# Skarlátarcú majom

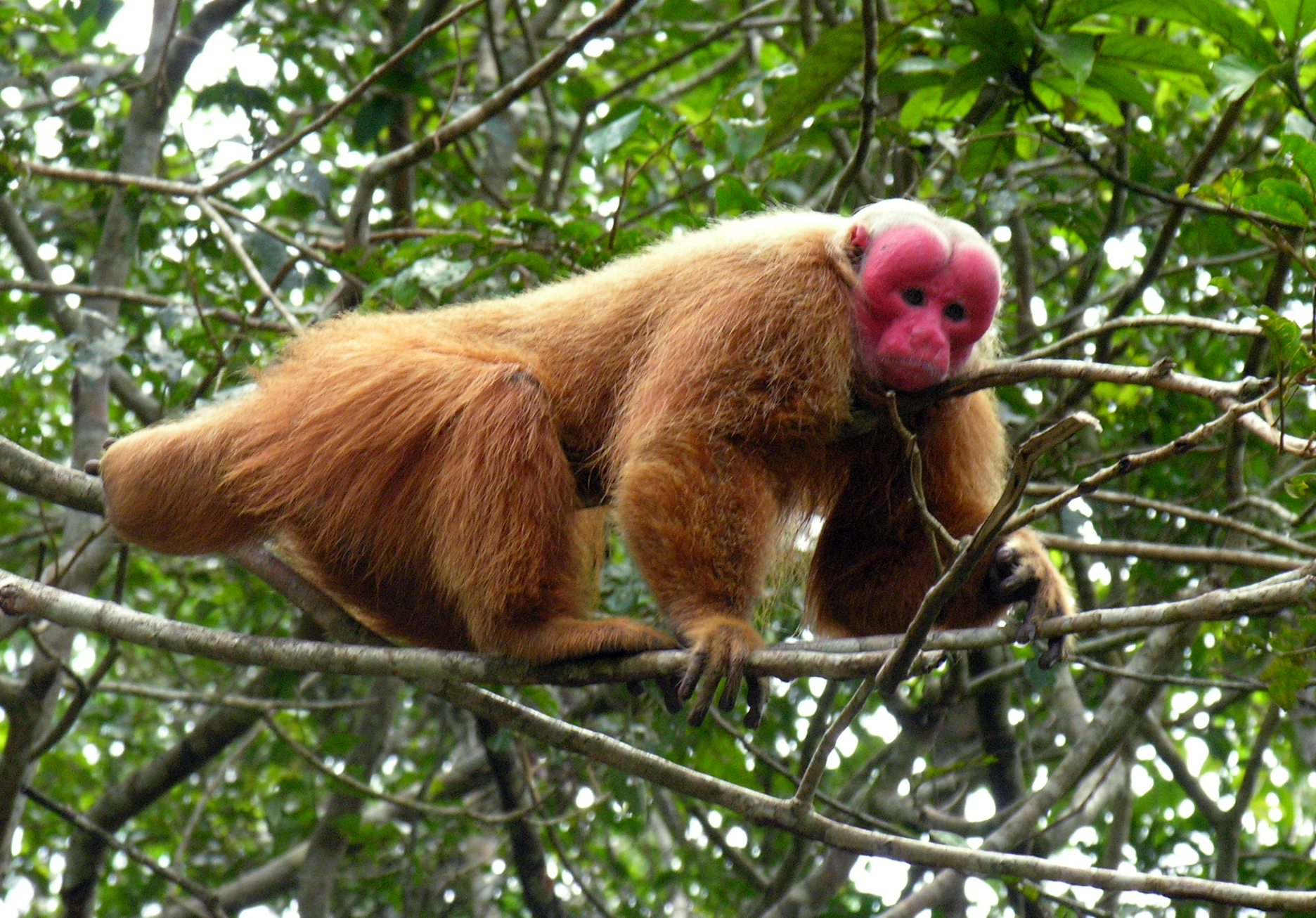
Hím

A skarlátarcú majom vagy más néven uakari (Cacajao calvus) az emlősök (Mammalia) osztályának a főemlősök (Primates) rendjéhbe, ezen belül a sátánmajomfélék (Pitheciidae) családjába és a sátánmajomformák (Pitheciinae) alcsaládjába tartozó faj.

## Előfordulása
A skarlátarcú majom elterjedési területe az Amazonas-medence viszonylag kis területére korlátozódik: a brazíliai Japura folyótól a perui Rio Huallagáig, nyugati irányban az Andok előhegységéig terjed.

## Alfajai
A skalátarcú majomnak négy elismert alfaja van.
- fehér skalátarcú majom vagy fehér uakari (Cacajao calvus calvus)
- Novae-skarlátarcú majom (Cacajao calvus novaesi)
- vörös skarlátarcú majom vagy vörös uakari (Cacajao calvus rubicundus)
- Ucayali skarlátarcú majom (Cacajao calvus ucayalii)

## Megjelenése
A nőstény fej-törzs-hossza 36,5-57 centiméter, a hímé 43,5-56 centiméter. A nőstény farokhossza 14-16,5 centiméter, a hímé 15,5-18,5 centiméter. A nőstény testtömege 3,5 kilogramm, a hímé 4,1 kilogramm. A majom szőrzete hosszú és sűrű. Színe a sötétbarna és az arany-vörös között változik. Egyik alfajának a szőrzete színe fehér. Arca csupasz hússzínű, illetve élénkvörös. Árnyalata utal a majom kedélyállapotára, a hím esetében pedig a nemi izgalomról ad jelzést. Erős végtagjainak köszönhetően a skarlátarcú majom képes hátsó lábával kapaszkodva függeszkedni, vagy felegyenesedve járni az ágakon. Kezén öt hosszú ujj helyezkedik el. A mutató- és a középső ujj között feltűnően nagy a távolság. Farka rövid és szőrös; fogásra, kapaszkodásra nem alkalmas. A legtöbb amerikai főemlőstől eltérően nem tudja ötödik végtagként használni a farkát.

## Életmódja
A skarlátarcú majom nappal aktív, és 15-30 egyedből álló csoportokban él. Tápláléka gyümölcsök, levelek, magvak, virágok és alkalmanként rovarok.

## Szaporodása
Az ivarérettséget 3-4 éves korban éri el. A párzási időszak egész évben tart. A vemhesség 6 hónapig tart, ennek végén egy kölyök születik. A kölyök akár 3 évet is, az anyja közelében tölthet. Az egész család óvja és gondozza a majomkölyköt.

## Rokon fajok
A skarlátarcú majom legközelebbi rokona és a Cacajao nem másik faja, a feketefejű uakari (Cacajao melanocephalus).